# Велика премія Французької академії за роман
Велика премія Французької академії за роман (фр. Grand prix du roman de l'Academie française) — літературна премія, заснована 1914 року Французької академією. Поряд з Великою літературною премією, вважається однією з найпочесніших нагород Французької академії. Вручається в жовтні та відкриває сезон французьких літературних премій. Грошовий еквівалент премії нині становить 7 500 євро.

## Лауреати
| Рік  |         | Автор                      | Твір                                                                                    | Видавець                   | Примітки                    |
| ---- | ------- | -------------------------- | --------------------------------------------------------------------------------------- | -------------------------- | --------------------------- |
| 1915 |         | Поль Аккер                 | за сукупність творів                                                                    |                            |                             |
| 1916 |         | Луї де Блуа                | «Щасливий острів» («l'île heureuse»)                                                    | Плон                       |                             |
| 1917 |         | Шарль Женьо                | за сукупність творів                                                                    |                            |                             |
| 1918 |         | Камій Меран                | «Історія Готтона Коннікслу» («Histoire de Gotton Connixloo»)                            | Плон                       |                             |
| 1919 | nothumb | П'єр Бенуа                 | «Атлантида» («L'Atlantide»)                                                             | Альбен Мішель              |                             |
| 1920 |         | Андре Кортіс               | «Для мене одного» («Pour moi seule»)                                                    | Альбен Мішель              |                             |
| 1921 |         | П'єр Війтар                | «Пан Білль в метушні» («Monsieur Bille dans la tourmente»)                              | Фаскель                    |                             |
| 1922 | nothumb | Франсіс Карко              | «Загнана людина» («l'homme traqué»)                                                     | Альбен Мішель              |                             |
| 1923 | nothumb | Альфонс де Шатобріан       | «Брієр» («La Brière»)                                                                   | Грассе                     |                             |
| 1924 |         | Еміль Анріо                | «Ариісія Брен, або Буржуазні чесноти» («Aricie Brun ou les Vertus bourgeoises»)         | Плон                       | З 1945 член Академії        |
| 1925 |         | Франсуа Дюурсо             | «Дитя перемоги» («L'enfant de la victoire»)                                             | Справжня Франція           |                             |
| 1926 | nothumb | Франсуа Моріак             | «Пустеля любові» («Le Désert de l'amour»)                                               | Грассе                     | З 1933 року член Академії   |
| 1927 | nothumb | Жозеф Кессель              | «Бранці» («Les Captifs»)                                                                | Галлімар                   | З 1962 член Академії        |
| 1928 |         | Жан Бальд                  | «Королева Арбьє» («Reine d Arbieux»)                                                    | Плон                       |                             |
| 1929 | nothumb | Андре Демезон              | «Книга про тварин, яких називають дикими» («Le Livre des bêtes qu'on appelle sauvages») | Грассе                     |                             |
| 1930 | nothumb | Жак де Лакретель           | «Весільна любов» («Amour nuptial»)                                                      | Галлімар                   | З 1936 член Академії        |
| 1931 |         | Анрі Пурра                 | «Гаспар із гір» («Gaspard des montagnes»)                                               | Альбен Мішель              |                             |
| 1932 |         | Жак Шардон                 | «Клер» («Claire»)                                                                       | Грассе                     |                             |
| 1933 |         | Роже Шовіре                | «Мадмуазель де Буа-Дофен» («Mademoiselle de Bois-Дофін»)                                | Фламмаріон                 |                             |
| 1934 |         | Поль Реньє                 | «Абатство Еволен» («l'abbaye d Évolayne»)                                               | Плон                       |                             |
| 1935 |         | Альбер Тушар               | «Оса» («La Guêpe»)                                                                      | Французьке Видавництво     |                             |
| 1936 | nothumb | Жорж Бернанос              | «Щоденник сільського священика» («Journal d'un curé de campagne»)                       | Плон                       |                             |
| 1937 |         | Гі де Пурталес             | «Чудесна риболовля» («La Pêche miraculeuse»)                                            | Галлімар                   |                             |
| 1938 |         | Жан де ла Варанд           | «Божий кентавр» («Le Centaure de Dieu»)                                                 | Грассе                     |                             |
| 1939 | nothumb | Антуан де Сент-Екзюпері    | «Планета людей» («Terre des hommes»)                                                    | Галлімар                   |                             |
| 1940 |         | Едуар Пессон               | «Подорож Едгара» («Le Voyage d Edgar»)                                                  | Грассе                     |                             |
| 1941 |         | Робер Бурже-Пелерон        | «Фолі-Юбер» («La Folie Hubert»)                                                         | Галлімар                   |                             |
| 1942 |         | Жан Бланза                 | «Ранкова гроза» («L'Orage du matin»)                                                    | Грассе                     |                             |
| 1943 | nothumb | Жозеф Анрі Лувік           | «Танцюй за свою тінь!» («Danse pour ton ombre!»)                                        | Плон                       |                             |
| 1944 |         | П'єр Лагард                | «Вальморі» («Valmaurie»)                                                                | Бодіньєр                   |                             |
| 1945 |         | Марк Бланпен               | «Одинак» («Le Solitaire»)                                                               | Фламмаріон                 |                             |
| 1946 |         | Жан Орьє                   | «Фонтагр» («Fontagre»)                                                                  | Видавництво журналу Фонтен |                             |
| 1947 | nothumb | Філіпп Еріа                | «Сім'я Бусардель» («Famille Boussardel»)                                                | Галлімар                   |                             |
| 1948 |         | Ів Ґандон                  | «Жиневра» («Ginèvre»)                                                                   | Анрі Лефевр                |                             |
| 1949 |         | Івонн Паньєс               | «Втеча 44» («Évasion 44»)                                                               | Фламмаріон                 |                             |
| 1950 |         | Жозеф Жолінон              | «Провінціали» («Les Provinciaux»)                                                       | Милье дю Монд              |                             |
| 1951 |         | Бернар Барбе               | «Коні, залишені на полі бою» («Chevaux abandonnés sur le champ de bataille»)            | Жульяр                     |                             |
| 1952 |         | Анрі Кастілу               | «Полум'я Етни» («Le Feu de l'Etna»)                                                     | Альбен Мішель              |                             |
| 1953 |         | Жан Угрон                  | «Смерть потайки» («Mort en fraude»)                                                     | Дону                       |                             |
| 1954 |         | П'єр Муано                 | «Королівське полювання» («La Chasse royale»)                                            | Галлімар                   | З 1982 член Академії        |
| 1954 |         | Поль Мусі                  | «Сніг на японській любові» («Neige sur un amour nippon»)                                | Грассе                     |                             |
| 1955 |         | Мішель де Сен-П'єр         | «Аристократи» («Les Aristocrates»)                                                      | Видавництво Круглого столу |                             |
| 1956 | nothumb | Поль Гют                   | «Простодушний мешканець» («Le Naïf Locataire»)                                          | Альбен Мішель              |                             |
| 1957 |         | Жак де Бурбон-Бюссе        | «Мовчання і Радість» («Le Silence et la Joie»)                                          | Галлімар                   | З 1981 член Академії        |
| 1958 |         | Анрі Кефелек               | «Підводне царство» («Un royaume sous la mer»)                                           | Прес-де-ла-Сіте            |                             |
| 1959 |         | Габріель д'Обаред          | «Віра нашого дитинства» («La Foi de notre enfance»)                                     | Фламмаріон                 |                             |
| 1960 |         | Крістіан Мюрсьо            | «Богоматір втрачених» («Notre-Dame des désemparés»)                                     | Плон                       |                             |
| 1961 |         | Фам Ван Кі                 | «Втратити житло» («Perdre la demeure»)                                                  | Галлімар                   | Перший в'єтнамський лауреат |
| 1962 |         | Мішель Мор                 | «Морський полон» («La Prison maritime»)                                                 | Галлімар                   | З 1985 член Академії        |
| 1963 |         | Робер Маржері              | «Революція» («La Révolution»)                                                           | Галлімар                   |                             |
| 1964 |         | Мішель Друа                | «Повернення» («Le Retour»)                                                              | Жюльяр                     | З 1980 член Академії        |
| 1965 |         | Жан Юссон                  | «Кінь Ербело» («Le Cheval d'Herbeleau»)                                                 | Сей                        |                             |
| 1966 |         | Франсуа Нурисьє            | «Французька історія»                                                                    | Грассе                     |                             |
| 1967 | nothumb | Мішель Турньє              | «П'ятниця, або Тихоокеанський рубіж»                                                    | Галлімар                   |                             |
| 1968 |         | Альбер Коен                | «Любов володаря»                                                                        | Галлімар                   |                             |
| 1969 |         | П'єр Мустьє                | «Стіна»                                                                                 | Галлімар                   |                             |
| 1970 |         | Бертран Пуаро-Дельпеш      | «Литовське божевілля»                                                                   | Галлімар                   | З 1986 року член Академії   |
| 1971 | nothumb | Жан д'Ормессон             | «Слава імперії»                                                                         | Галлімар                   | З 1973 року член Академії   |
| 1972 | nothumb | Патрік Модіано             | «Бульварне кільце» («Les Boulevards de ceinture»)                                       | Галлімар                   |                             |
| 1973 | nothumb | Мішель Деон                | «Бузкове таксі» (Un taxi mauve)                                                         |                            | З 1978 року член Академії   |
| 1974 |         | Клебер Едан                | «Adios»                                                                                 | Грассе                     |                             |
| 1975 |         | не присуджувалася          |                                                                                         |                            |                             |
| 1976 | nothumb | П'єр Шендерфер             | «Краб-барабанщик»                                                                       | Грассе                     |                             |
| 1977 | nothumb | Каміль Бурнікель           | «Темп»                                                                                  | Жюльяр                     |                             |
| 1978 |         | Паскаль Жарден             | «Жовтий карлик» («Le Nain jaune»)                                                       | Жюльяр                     |                             |
| 1979 |         | Анрі Кулонж                | «Прощання з дикункою»                                                                   | Сток                       |                             |
| 1980 | nothumb | Луї Гардель                | «Форт Саганн» («Fort Saganne»)                                                          | Сей                        |                             |
| 1981 | nothumb | Жан Распай                 | «Я, Антуан де Тунан, король Патагонії»                                                  | Альбен Мішель              |                             |
| 1982 | nothumb | Владимир Волкофф           | «Монтаж»                                                                                | Жюльяр                     |                             |
| 1983 |         | Ліліан Гіньябоде           | «Наталія» («Natalia»)                                                                   | Альбен Мішель              |                             |
| 1984 |         | Жак Франсіс Роллан         | «Незабутня неділя біля казарми»                                                         | Грассе                     |                             |
| 1985 |         | Патрік Бессон              | «Дара» («Dara»)                                                                         | Сей                        |                             |
| 1986 | nothumb | П'єр-Жан Ремі              | «Безсмертне місто»                                                                      | Альбен Мішель              | З 1988 року член Академії   |
| 1987 | nothumb | Фредеріка Ебрар            | «Гарем» («Harem»)                                                                       | Фламмаріон                 |                             |
| 1988 |         | Франсуа Олів'є Руссо       | «Вокзал Ванзее»                                                                         | Грассе                     |                             |
| 1989 |         | Женев'єв Дорманн           | «Бал додо»                                                                              | Альбен Мішель              |                             |
| 1990 | nothumb | Поль Констан               | «Вайт-Спірит»                                                                           | Галлімар                   |                             |
| 1991 |         | Франсуа Сюро               | «Нещастя»                                                                               | Галлімар                   |                             |
| 1992 | nothumb | Франц Олів'є Гібер         | «Чудовисько»                                                                            | Грассе                     |                             |
| 1993 |         | Філіпп Боссан              | «Елоїза»                                                                                | Галлімар                   | З 2007 року член Академії   |
| 1994 |         | Фредерік Віту              | «Комедія Террачини»                                                                     | Сей                        | З 2001 року, член Академії  |
| 1995 | nothumb | Альфонс Будар              | «Померти дитиною»                                                                       | Робер Лаффон               |                             |
| 1996 |         | Калікст Беяла              | «Втрачені почесті»                                                                      | Альбен Мішель              |                             |
| 1997 | nothumb | Патрік Рамбо               | «Битва»                                                                                 | Грассе                     | Гонкурівська премія         |
| 1998 | nothumb | Анна Вяземські             | «Жменька людей»                                                                         | Галлімар                   |                             |
| 1999 |         | Франсуа Таяндьє            | «Аніелка» («Anielka»)                                                                   | Сток                       |                             |
| 1999 | nothumb | Амелі Нотомб               | «Заціпеніння і дрож»                                                                    | Альбен Мішель              | Бельгійський автор          |
| 2000 | nothumb | Паскаль Кіньяр             | «Тераса в Римі» («Тераса в Римі»)                                                       | Галлімар                   |                             |
| 2001 | nothumb | Ерік Неофф                 | «Шалене благо»                                                                          | Альбен Мішель              |                             |
| 2002 |         | Марі Ферранте              | «Мантуанська принцеса»                                                                  | Галлімар                   |                             |
| 2003 |         | Жан-Ноель Панкразі         | «Все сталося так швидко»                                                                | Галлімар                   |                             |
| 2004 |         | Бернар дю Бушерон          | «Маленький Змій»                                                                        | Галлімар                   |                             |
| 2005 |         | Анріетт Желінек            | «Доля Юрія Вороніна»                                                                    | Фаллуа                     |                             |
| 2006 | nothumb | Джонатан Літтель           | «Благоволительки»                                                                       | Галлімар                   | Гонкурівська премія         |
| 2007 | nothumb | Василіс Алексакіс          | «Після Р. Х.» («Ap. J.-C.»)                                                             | Сток                       |                             |
| 2008 |         | Марк Брессан               | Остання конференція                                                                     | Видавництво Фаллуа         |                             |
| 2009 | nothumb | П'єр Мішон                 | «Одинадцять»                                                                            | Видавництво Вердьє         |                             |
| 2010 | nothumb | Ерік Фейє                  | «Нагасакі»                                                                              | Сток                       |                             |
| 2011 | nothumb | Сорж Шаландон              | «Повернення в Кіллібегс»                                                                | Грассе                     |                             |
| 2012 | nothumb | Жоель Діккер               | «Правда про справу Гаррі Кебера»                                                        | Видавництво Фаллуа         | Перший швейцарський лауреат |
| 2013 | nothumb | Крістоф Оно-ді-Біо         | «Занурення»                                                                             | Галлімар                   | Премія Ренодо               |
| 2014 |         | Адрієн Боск                | «Сузір'я»                                                                               | Сток                       |                             |
| 2015 |         | (ex-æquo) Хеді Каддур      | Домінантні (Les Prépondérants)                                                          | Галлімар                   | туніський письменник        |
| 2015 |         | (ex-æquo) Буалем Сансаль   | 2084: кінець світу (2084 : la fin du monde)                                             | Галлімар                   | алжирский письменник        |
| 2016 |         | Аделаїда де Клермон-Тоннер | Останній з нас (Le Dernier des nôtres)                                                  | Грассе                     |                             |
| 2017 |         | Даніель Рондо              | Механіки хаосу (Mécaniques du chaos)                                                    | Грассе                     |                             |
| 2018 |         | Каміль Паскаль             | Літо чотирьох королів (L'Été des quatre rois)                                           | Плон                       |                             |
| 2019 |         | Лоран Біне                 | Цивілізації (Civilizations)                                                             | Грассе                     |                             |
| 2020 |         | Етьєн де Монтеті           | Велике випробування (La Grande Épreuve)                                                 | Сток                       |                             |
| 2021 |         | Франсуа-Анрі Дезерабль     | Мій господар і переможець (Mon maître et mon vainqueur)                                 | Галлімар                   |                             |
| 2022 | nothumb | Джуліано да Емполі         | Кремлівський маг (Le mage du Kremlin)                                                   | Галлімар                   |                             |